# 三田友梨佳
三田 友梨佳（みた ゆりか、1987年5月23日 - ）は、フォニックス所属のフリーアナウンサー。元フジテレビアナウンサー。既婚。1児の母。

## 経歴

### 学生時代
東京都出身。青山学院幼稚園、青山学院初等部、青山学院中等部・高等部、青山学院大学国際政治経済学部国際経済学科卒業。
高校在学時にアメリカ合衆国ワシントン州シアトルに1年間交換留学。その為高校は4年間となり、2007年に卒業。この留学経験はメディアでもコメンテーターの一面として語ることもある。
高校2年の時に成績優秀で表彰されたほか、大学1年時には、卓越した学業成績、かつ人物ともに優れている者に対し、表彰される「青山学院大学学業奨励賞」を受賞。
大学在学中に日テレイベコンの経験がある。
大学在学時には青山学院大学硬式野球部にマネージャーとして所属し、東都大学野球リーグ公式戦などでウグイス嬢や場内アナウンスを経験。4年時に日本で開催された第5回世界大学野球選手権大会では学生スタッフとして、英語での場内アナウンスなどを担当した。

### フジテレビアナウンサー時代
2011年、フジテレビにアナウンサーとして入社。
2014年、ソチオリンピックでフジネットワーク現地中継キャスター兼リポーターを務め日本テレビの徳島えりか、テレビ朝日の竹内由恵（当時）、TBSテレビの枡田絵理奈（当時）、テレビ東京の須黒清華らのオリンピック中継キャスターと共に日本民間放送連盟キャンペーンCM『ソチをウチで 見るなら民放で!』に出演した。
2015年4月から『直撃LIVE グッディ!』のアシスタントを担当(後に総合司会に昇格)。担当開始直後の同年5月に体調不良、9月30日から10月9日まで扁桃腺の摘出手術で一時的に休演したものの10月13日から復帰している。
2019年4月からは、『FNN Live News α』月 - 木曜日のメインキャスターとして入社後初めて報道番組を本格的に担当。さらに、毎週日曜日には、『Mr.サンデー』（フジテレビと関西テレビの共同制作による生放送番組）で総合司会（アシスタントキャスター）を務めている。いずれも前任者の椿原慶子（先輩アナウンサー）が第1子を妊娠もしたことに伴う起用だが、椿原が出産を経て職場に復帰した2021年4月以降も、両番組へのレギュラー出演を続けていた。
2020年1月26日には、一般男性と結婚していたことを当時出演していた『ワイドナショー』で報告。同年11月28日に東京都内のホテルで挙式・披露宴を開いた。
2022年10月22日、第1子妊娠が明らかにされる。11月25日、出産を控え『FNN Live News α』を年内で、『Mr.サンデー』を2023年1月で卒業することが発表された。
2023年3月末日を以てフジテレビを退職する意向を表明。当面は本年春頃に見込まれる第1子出産に伴う育児に専念しつつ「自分のペースで家族との時間を大切にしながら歩んでゆきたい」としている。
2023年3月15日、第1子出産が報じられる。

2023年3月31日付けでフジテレビ退社を自身のInstagramにて報告。

### フリーアナウンサーとして
2024年1月18日、芸能事務所フォニックスへの所属を発表した。
同年2月25日の『ワイドナショー』にてコメンテーターとして出演し、久々に表舞台に復帰した。

## 人物
実家は料亭『玄冶店 濱田家』。祖父は亭主で明治座元会長・三田政吉、実父は同社社長・三田芳裕、同社常務・兄は三田光政、姉、大伯父は実業家の三田庄三郎。
スポーツ観戦や映画鑑賞を趣味とし、実用英語技能検定準1級、TOEIC850点、日本舞踊名取、日本漢字能力検定2級の技能を有する。血液型はA型。
特に日本舞踊は幼稚園の時に藤間流に入門し、高校3年まで続け、中学校3年生の時に名取となった時に『藤間友梨恵』の舞踊名を授けられ、発表会の舞台に立つほどの腕前。友梨佳本人も「私を人間として成長させてくれたお稽古ごと」と語る。
好きな役者は五代目坂東玉三郎である。
卒論の研究テーマは「the benefit of hosting the Olympics」。
学生時代は、遊ぶことより勉強が好きなタイプで、時間ができたらいつも図書館へ行き、勉強していた。アナウンサーになっていなかったら「海外の大学院に進学していたと思う」と答えている。
アナウンサーを志望したきっかけの一つは、両親が共働きだったため、高校生の時までは祖父と2人で夕食を一緒にとり、その後にテレビで7時のニュースを見ることが習慣になっており、そのとき祖父がよく「このアナウンサーは友梨佳に似ているね」と言ってくれて、「私がテレビに出て祖父が喜んでくれたら幸せだな」と思ったのが原点。もう一つは、高校のときに参加した「英語スピーチコンテスト」で達成感や成功体験があり、「人に何かを伝える仕事に就いてみたい」という気持ちが生まれたから。
元プロ野球選手の小池翔大、下水流昂、冨田康祐は、大学硬式野球部の同期部員だった。下水流は、卒業後の2013年に広島東洋カープへ入団した際に、「プロで活躍して三田からインタビューを受けること」を目標の一つとして挙げていた。また、オリックス・バファローズが25年ぶりのパシフィック・リーグ優勝を決めた2021年10月27日の深夜（28日未明）には、硬式野球部での2年後輩に当たる4番打者の杉本裕太郎から「先輩」の三田に宛てた優勝記念のビデオメッセージが『Live News α』のスポーツコーナーで放送された。
『ラブライブ!』や『けいおん!』などガールズバンドのテレビアニメファン。
SMAPファンでもある。『グッディ!』で週刊誌等による憶測とされる記事が報道・紹介される中SMAPをよく知る彼女だけは報道に流されず独自の発言をすることもあり、その発言がSMAPファンからも好感度が高い。また、SMAPの後輩にあたる加藤シゲアキは中高の同級生である。

## 過去の出演番組

### フジテレビ在籍時代
- SWALLOWS BASEBALL L!VE
- World Baseballエンタテイメント たまッチ!（2012年3月11日 - ）
- 爆笑そっくりものまね紅白歌合戦スペシャル（第36回大会） - 紅組司会）[注 1]
- 森田一義アワー笑っていいとも!
  - （水曜 テレフォンアナウンサー 2011年10月5日 - 2012年3月28日）
  - （木曜 テレフォンアナウンサー2012年4月2日 - 2013年3月28日）
  - （金曜 テレフォンアナウンサー2013年4月5日 - 2013年9月27日）
  - （水曜 テレフォンアナウンサー2013年10月2日 - 2014年3月26日）
- 笑っていいとも!増刊号
- 笑っていいとも!特大号
- FNNスーパーニュース（フィールドキャスター 月・火）
- ミタパンブー（MC 2012年1月9日 - 10月3日）
- おもしろ言葉ゲーム OMOJAN（番組進行 2012年4月10日 - 9月25日）
- アイアンシェフ（2012年10月26日 - 2013年3月22日、宮川大輔とともにリポーター）
- ぶらぶらサタデー・タカトシ&温水が行く小さな旅（2013年4月6日 - 9月28日）
- めざにゅ〜
  - （木曜・金曜 お天気キャスター 2011年10月6日 - 2012年3月30日）
  - （月曜・火曜 お天気キャスター 2012年4月2日 - 9月25日）
  - （水曜 情報キャスター 2012年10月3日 - 2013年3月27日）[35]
- めざましテレビ[注 2]
  - （火曜日 イマドキガール 2012年7月3日 - 9月25日）
  - （水曜日 イマドキガール 2012年10月3日 - 2013年3月27日）
  - （木・金 スポーツキャスター 2012年4月5日 - 2015年3月20日）
- めざましどようび（スポーツキャスター 2012年4月7日 - 2015年3月21日）
- ワイドナショー（2013年10月15日 - 2015年3月29日）
- おーい!ひろいき村（2014年10月14日 - 2015年3月24日）
- ペケ×ポン（2013年10月4日 - 2015年3月13日）
- 直撃LIVE グッディ!（アシスタント→総合司会　2015年3月30日 - 2019年3月29日）
- FNN Live News α
  - 月曜～木曜→月曜〜水曜メーンキャスター（2019年4月2日[注 3] - 2022年12月27日）
  - 内田嶺衣奈休暇・出張時の代行（2019年8月2日・2020年8月28日・12月25日・2021年11月12日・12月26日、2022年5月13日）
- アイドリング!!!（2011年11月17日「バカリズムは誰だ!?」代理MC、2011年11月11・21・23・25日、2012年1月13日と2011年11月26日「5周年記念ライブング!!!」、2012年2月14日「バレンタインデーング!!!」MC担当）
- フジテレビからの!（代理MC）
- プロ野球ニュース2013（2012年4月1日 - ）
- 草彅剛の女子アナスペシャル（2011年9月13日、2012年1月23日、2012年10月15日、2013年1月7日）
- 日清食品 THE MANZAI（中継レポートなど、2011年12月17日、2012年12月16日、2013年12月15日、2014年12月14日）
- おかっちM.C.〜THE MANZAI 応援宣言!〜（アシスタントMC 2011年10月10日 - 12月22日）
- キカナイト（2012年8月3日・24日 - 9月7日）
- 愛するアイス（2012年12月16日、2013年2月4日、同3月4日）
- 魁!音楽番付
- 聞いてた話と違います!（MC 2016年12月21日、2017年7月7日）
- とんねるずのみなさんのおかげでした（2011年10月6日 - ）
- Cygames THE MANZAI プレミアマスターズ（2015年、2016年、2017年、2019年）
- Cygames THE MANZAI プレマスターズ（2015年、2016年、2017年、2019年）
- フィギュアスケート中継
- Mr.サンデー（フジテレビ・関西テレビ共同制作） - 第3代アシスタントキャスター（2019年4月7日 - 2023年1月29日）
- Live選挙サンデー（2019年7月21日・2021年10月31日・2022年7月10日） - 開票キャスター[注 4]
- 地震速報特番スタジオキャスター（2022年3月16日）
  - 内田嶺衣奈・内野泰輔・今湊敬樹と共同で担当。
- FNN緊急特報キャスター（2022年7月8日）
  - 加藤綾子・榎並大二郎・内田嶺衣奈・上中勇樹・海老原優香・安宅晃樹と共同で担当。
- ポップUP!（2022年7月20日）
  - 無良崇人とともにゲスト出演
- FNN特報　安倍晋三元首相「国葬」第1部メーンキャスター（2022年9月27日）
  - めざまし8スタジオにて西岡孝洋と共同で担当。

## 同期入社
- 生田竜聖
- 竹内友佳

## 作品

### シングル
- 「恋のミタパン」（2012年8月8日）

作詞 hiroyuki suezaki
作曲・編曲 浅田将明

## その他
- アナマガpremium「ネットでアナガチャ」 音声での出演